# Palais du Gouverneur de Rijeka
Le Palais du Gouverneur est un bâtiment historique de Rijeka en Croatie.

## Histoire
Le palais a été érigé entre 1893 et 1896 selon les plans de l'architecte hongrois Alajos Hauszmann, à l'époque où Rijeka faisait partie du Royaume de Hongrie. 
Le palais abrite aujourd'hui le Musée maritime et historique du littoral croate, créé en 1961.

## Galerie

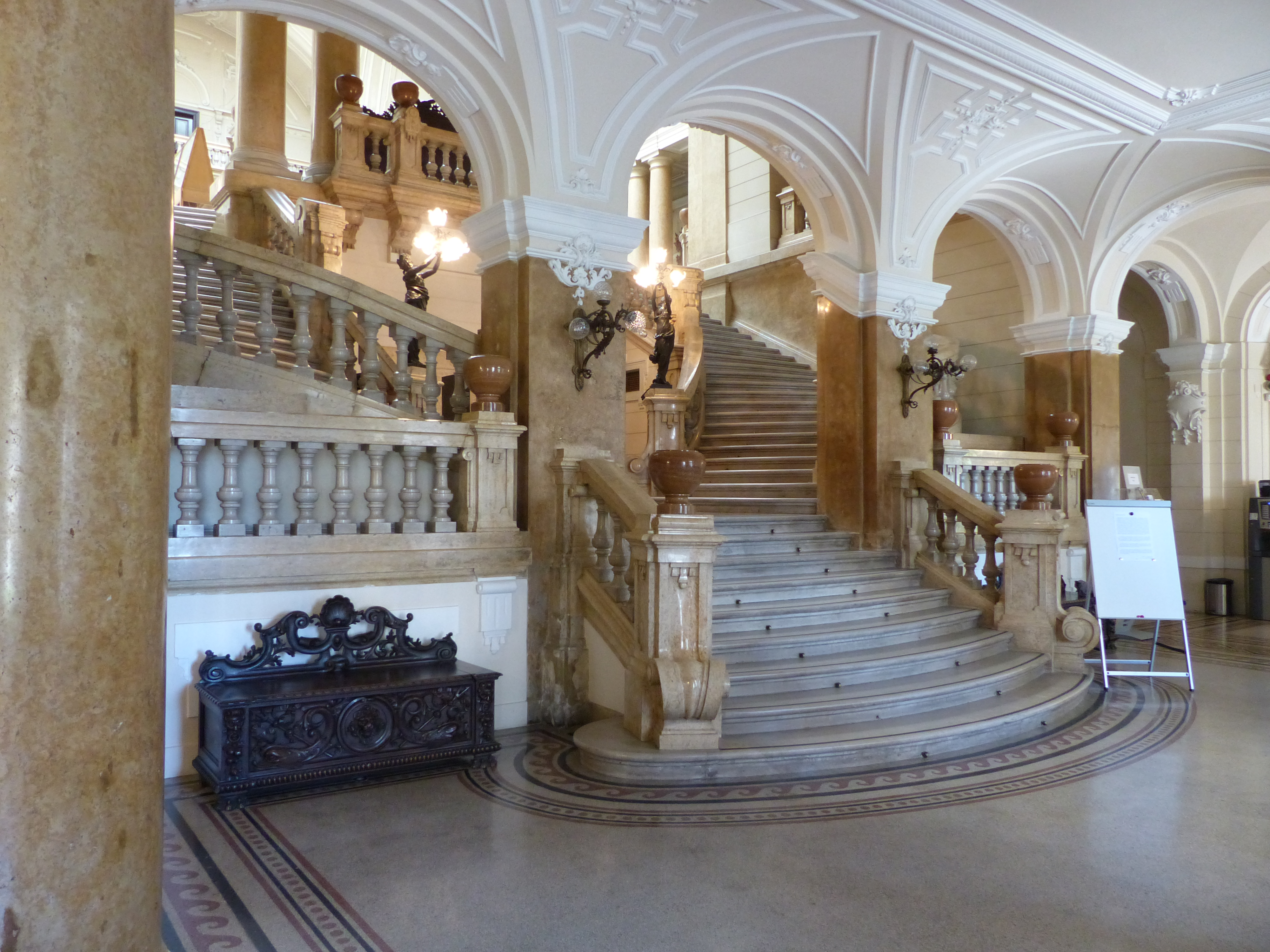
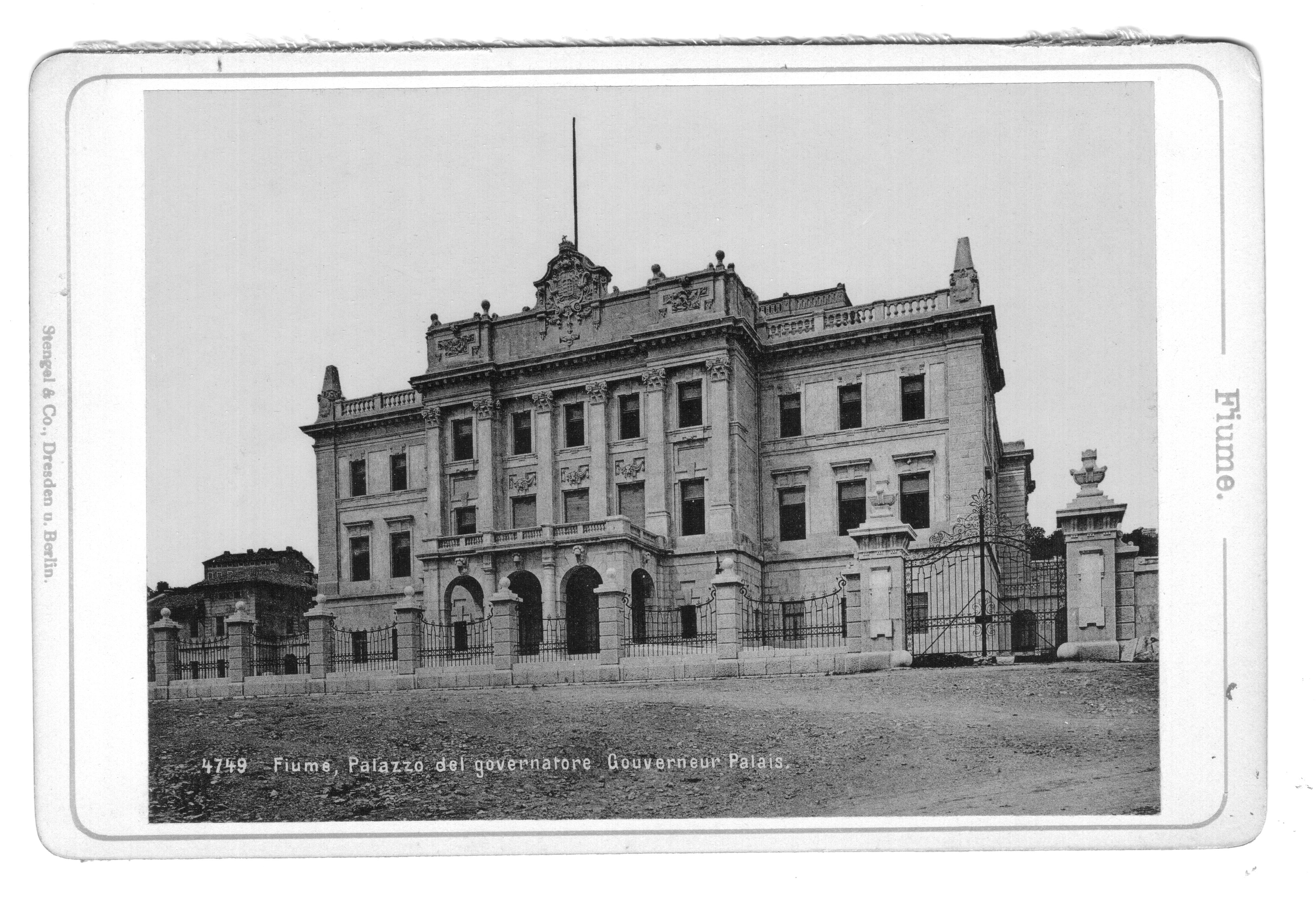
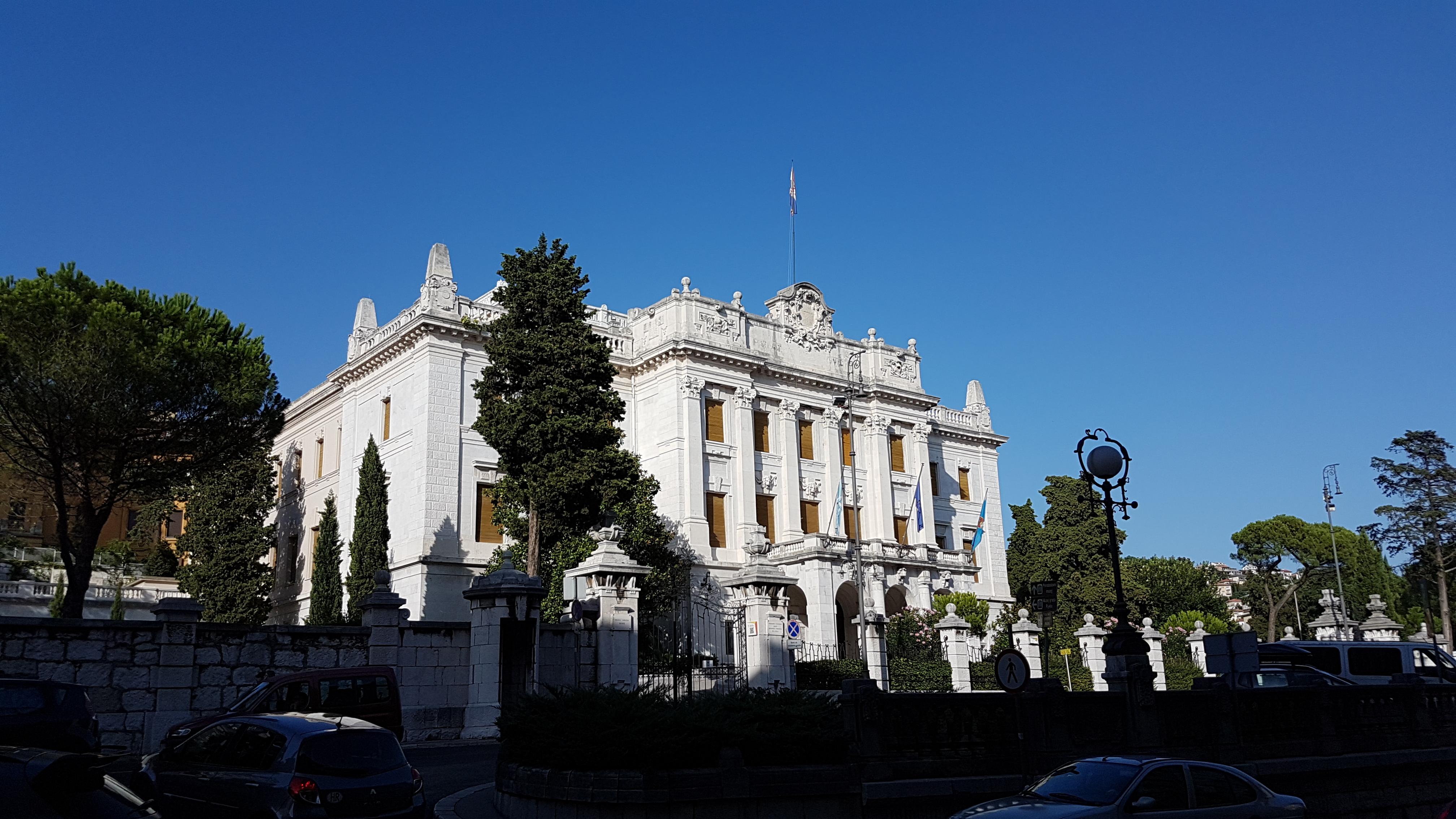